# René Gillotin

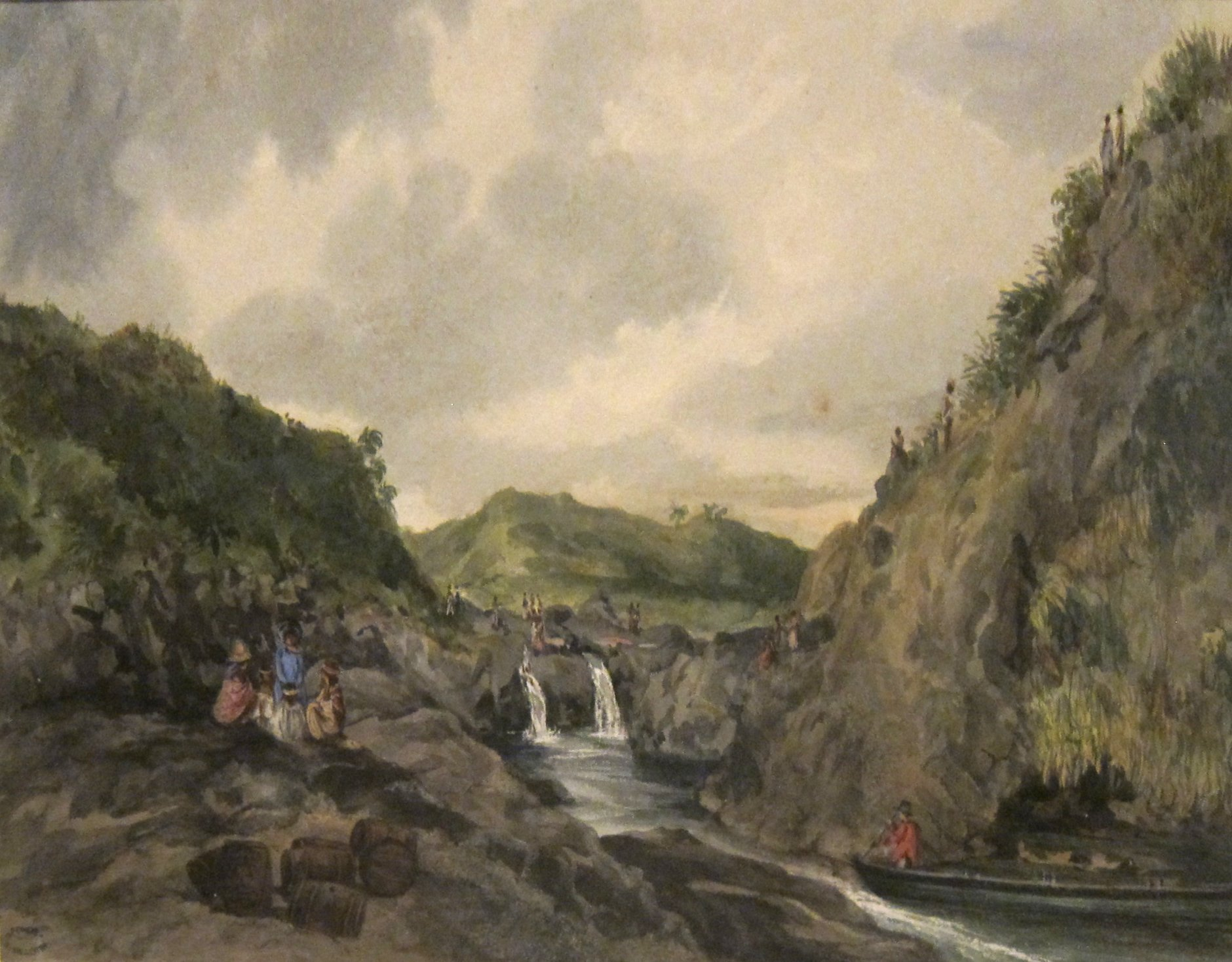
Debarcare în golful Byron [Hilo], insula Hawai'i, acuarelă peste grafit pe hârtie de René Gillotin, c. 1844-48, Muzeul de Artă din Honolulu

René Gillotin (n. 1814, Pont-l'Évêque, Basse-Normandie, Franța – d. 2 aprilie 1861, Saint-Maurice, Seine, Franța) a fost un ofițer de marină și pictor francez. S-a născut în Normandia și a intrat la școala navală de la Brest, Franța. Prima sa campanie a fost în America de Sud în 1833, cu o primă oprire la Gorée⁠(d) în Senegal. În 1844-1846 a vizitat Polinezia Franceză cu fregata La Virginie. După ce a fost promovat locotenent, a vizitat din nou Senegal în 1852 pe fregata cu aburi Eldorado . A luptat în războiul Crimeei drept comandant și a realizat multe desene și picturi în acuarelă de-a lungul carierei sale navale.
François Jacquin, un nepot al lui René Gillotin, a descoperit o colecție de scrieri, desene, schițe și acuarele ale unchiului său. Pe baza acestei descoperiri, a publicat De Constantinople a Tahiti: Seize ans d'aquarelles autour du monde, 1840-1856, en suivant Rene Gillotin în 1997. Stilul lui Gillotin este tipic picturii franceze de la mijlocul secolului al XIX-lea. Deși este cel mai bine cunoscut pentru imaginile sale din Polinezia Franceză și Constantinopol, el a desenat și pictat (probabil din realitate) în Africa, America de Sud și Hawaii.